# Rhodospatha forgetii
Rhodospatha forgetii N.E.Br. – gatunek wieloletnich, wiecznie zielonych pnączy z rodziny obrazkowatych, endemicznych dla Kostaryki, zasiedlających wilgotne lasy równikowe.